# حمام مصباح
حمام مصباح (بالفارسية: حمام مصباح) هو حمام تاريخي يعود إلى القاجاريون، ويقع في كرج.